# Bitwa pod Coffrane
Bitwa pod Coffrane – starcie zbrojne, które miało miejsce w roku 1296 pomiędzy hrabstwami Neuchâtel i Valangin.
Zatarg pomiędzy oboma hrabstwami miał długotrwałe znaczenie natury prawnej, gospodarczej oraz ekonomicznej. Stosunek lenny hrabstwa Neuchâtel był tematem przewodnim spotkania władców Jana I, oraz Thierry'ego von Aarberg-Valangin z biskupem Bazylei Piotrem I Reich von Reichenstein. W wyniku zawartych umów biskup przez 3 lata mógł sprawować władzę nad kilkoma posiadłościami w rejonie Val-de-Ruz, warunkiem było zbudowanie twierdzy niedaleko zamku Valangin. Sojusz Valanginu z biskupstwem Bazylei zaniepokoił hrabiego Rudolfa IV z Neuchâtel (zwanego Rollinem), który uznał to za zagrożenie. W konsekwencji dnia 28 lutego 1296 r. hrabia wysłał swoje wojsko w rejon Val-de-Ruz. Do spotkania z siłami Valanginu i biskupstwa Bazylei doszło w rejonie Coffrane. W wyniku bitwy wojska Rudolfa pobiły i zmusiły do ucieczki przeciwnika, biorąc do niewoli Jeana I i Thierryego von Aarberg. Hrabia Neuchâtel starał się wykorzystać zwycięstwo, żądając od pokonanych zapłaty wysokiej kontrybucji. Hrabstwo Valangin zmuszone zostało również do oddania kilku wiosek (m.in. Boudevilliers). W roku 1301 biskup Bazylei ponownie próbował odzyskać utracone tereny, starania te okazały się jednak nieskuteczne.